# Karl Terrence Hudson-Phillips
Karl Terrence Hudson-Phillips (ur. 20 kwietnia 1933, zm. 15 stycznia 2014) – prawnik i polityk z Trynidadu i Tobago.
W 1959 ukończył studia prawnicze na Uniwersytecie Cambridge (Wielka Brytania); został członkiem adwokatury w Wielkiej Brytanii i w Trynidadzie, w 1970 mianowany radcą królowej przy adwokaturze w Trynidadzie i Tobago.
W latach 1969–1973 był ministrem spraw prawnych i prokuratorem generalnym Trynidadu i Tobago; przez wiele lat prowadził szeroką prywatną praktykę adwokacką (Trynidad i Tobago oraz inne karaibskie kraje Wspólnoty Narodów), współpracował także z komisją prawną Tajnej Rady w Londynie.
Wszedł w skład zarządu Amerykańskiego Centrum Studiów Prawnych w Santiago (Chile). W lutym 2003 został wybrany na sędziego Międzynarodowego Trybunału Karnego, na kadencję 9-letnią. Jako najstarszy z grona sędziów przewodniczył posiedzeniom Trybunału przed ukonstytuowaniem się prezydencji. Kadencji nie dokończył, składając w 2007 rezygnację z powodów osobistych.